# Economyclass

Zitplaatsindeling in een typische Boeing 747-400. De economyclass bevindt zich achter de luxueuzere klassen.

De economyclass of toeristenklasse (ook: economy class) is de soberste en goedkoopste comfortklasse die luchtvaartmaatschappijen hanteren. Een ticket voor de economyclass is aanzienlijk goedkoper dan een voor de businessclass. Daar staat tegenover dat de economyclassreiziger beperkte beenruimte heeft en een relatief krappe stoel met een leuning die maar beperkt kan worden gekanteld. De businessclass en eventuele first class bevinden zich geheel vooraan het vliegtuig, de economyclass komt daarachter.